# Keke Rosberg

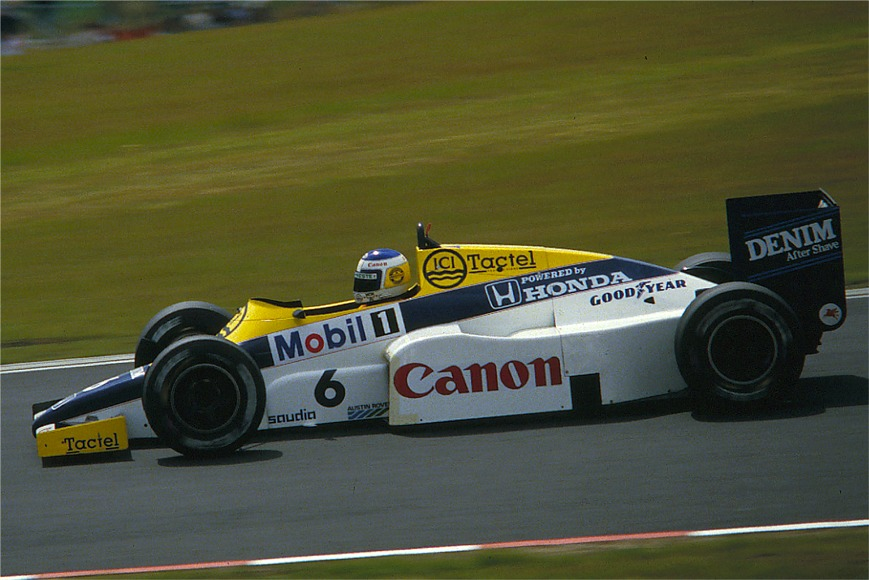
Keke Rosberg podczas Grand Prix Niemiec 1985

Keijo Erik „Keke” Rosberg (ur. 6 grudnia 1948 w Solnie) – fiński kierowca wyścigowy, mistrz Formuły 1 z 1982 roku. Ojciec Nico Rosberga.

## Życiorys
Keke miał stosunkowo późny start w Formule 1. Zadebiutował tam w 1978 w wieku 29 lat po występach w Formule 2. W debiutanckim sezonie występów w najwyższej formule wyścigowej jeździł dla zespołu Theodore. Fin wygrał niezaliczany do klasyfikacji mistrzostw świata wyścig na torze Brands Hatch. Jednakże po tym wydarzeniu Rosberg nie był w stanie kwalifikować się do wyścigów. Theodore poprawiał swój niedopracowany bolid, w związku z czym Rosberg przeszedł na 3 wyścigi do innego bardzo słabego zespołu – ATS.
Keke powrócił do Theodore'a po wypożyczeniu przez nich od zespołu Wolf podwozia, jednak praca nie układała się dobrze i Rosberg wrócił do ATS gdzie pozostał do końca sezonu.
Keke pojawił się w połowie sezonu 1979 w zespole Wolf. Zespół miał problemy z wypłacalnością, a Rosberg w ukańczaniu wyścigów. Keke znowu musiał przenieść się gdzie indziej. Dołączył do zespołu Émersona Fittipaldiego. W dwóch pierwszych wyścigach zajął 5. miejsce, jednak najczęściej nie kończył wyścigów lub nie kwalifikował się. Następny rok był jeszcze gorszy – nie zdobył ani jednego punktu.
Pomimo tego Williams wykazywał zainteresowanie Finem, gdyż zwolniło się miejsce po odejściu od wyścigów Alana Jonesa. Otrzymując konkurencyjny bolid, Rosberg stał się rewelacją roku i został mistrzem świata. Konsekwentnie zdobywał punkty i zdobył pierwszą wygraną w karierze w GP Szwajcarii rozgrywaną wtedy na francuskim torze Dijon-Prenois. Pierwszy pamiętny sezon Fina przyszedł w roku, kiedy żaden z kierowców nie wygrał więcej niż dwa wyścigi (chociaż spowodowane to było w dużym stopniu śmiercią Gilles'a Villeneuve'a i poważnym wypadkiem Didiera Pironiego). Rosberg używał popularnego wcześniej silnika Ford-Cosworth V8 w przeciwieństwie do reszty stawki, która miała silniki turbo.
Późniejsze lata startów Rosberga były niezbyt udane z powodu niekonkurencyjnego podwozia Williamsa i mocnego, ale zawodnego silnika Hondy. Nieszczęśliwie dla Fina silniki Hondy poprawiły się zaraz po jego związaniu się z McLarenem w połowie sezonu 1985. Williams z silnikami Hondy zdominował na 30 miesięcy świat Formuły 1. Obaj kierowcy Williamsa – Nelson Piquet i Nigel Mansell skorzystali na pracy Fina nad rozwojem silnika. W tym czasie Rosberg przeniósł się do McLarena na sezon 1986. Wydawało się, że Keke jest w mistrzowskim bolidzie, jednak został dotkliwie pokonany przez kolegę z zespołu – Alaina Prosta. Po tym Rosberg przeszedł na sportową emeryturę. Fin później przyznawał, że zbyt szybko zdecydował się na odejście.
Pod koniec lat 80. Rosberg startował w wyścigach długodystansowych, później przeszedł do serii DTM, gdzie reprezentował barwy Mercedesa i Opla. Oficjalnie zakończył czynną karierę w 1995 roku.
Rosberg spędził później dłuższy czas przy kierowaniu karierą przyszłego mistrza świata – Miki Häkkinena oraz Jyrkiego Järvilehto. Jego syn – Nico ścigał się w Formule 3 i Formule 3000. Odbył testy dla Williamsa, a w listopadzie 2005 roku i został potwierdzony jako kierowca wyścigowy tego zespołu w sezonie 2006. W 2016 zdobył tytuł mistrza świata Formuły 1 z zespołem Mercedesa.

## Wyniki

### Podsumowanie
| Sezon | Zespół | Konstruktor     | Zgł. | PKT   | P.   | P1 | P2 | P3 | Punkt. | PP | NO | NS | DK | NZ |
| --- | --- | --------------- | ---- | ----- | ---- | -- | -- | -- | ------ | -- | -- | -- | -- | -- |
| 1986 | Marlboro McLaren International | McLaren-TAG     | 16   | 22    | 6    | -  | 1  | -  | 7      | 1  | -  | 8  | -  | -  |
| 1985 | Canon Williams Honda Team | Williams-Honda  | 16   | 40    | 3    | 2  | 2  | 1  | 7      | 2  | 3  | 7  |    |    |
| 1984 | Williams Grand Prix Engineering | Williams-Honda  | 16   | 20,5  | 8    | 1  | 1  | -  | 5      | -  | -  | 10 | -  | -  |
| 1983 | Podsumowanie |                 | 15   | 27    | 5    | 1  | 1  | -  | 7      | 1  | -  | 4  | 1  | -  |
| | TAG Williams Team | Williams-Honda  | 1    | 2     |      | -  | -  | -  | 1      | -  | -  | -  | -  | -  |
| | TAG Williams Team | Williams-Ford   | 14   | 25    |      | 1  | 1  | -  | 6      | 1  | -  | 4  | 1  | -  |
| 1982 | TAG Williams Team | Williams-Ford   | 15   | 44    | MŚ   | 1  | 3  | 2  | 10     | 1  | -  | 4  | 1  | -  |
| 1981 | Fittipaldi Automotive | Fittipaldi-Ford | 9    | -     | NS   | -  | -  | -  | -      | -  | -  | 6  | -  | 5  |
| 1980 | Skol Fittipaldi Team | Fittipaldi-Ford | 11   | 6     | 10   | -  | -  | 1  | 2      | -  | -  | 4  | -  | 3  |
| 1979 | Olympus Cameras Wolf Racing | Wolf-Ford       | 7    | -     | NS   | -  | -  | -  | -      | -  | -  | 6  | -  | 1  |
| 1978 | Podsumowanie |                 | 9    | -     | NS   | -  | -  | -  | -      | -  | -  | 6  | -  | 5  |
| | Theodore Racing Hongkong | Wolf-Ford       | 3    | -     |      | -  | -  | -  | -      | -  | -  | 2  | -  | 1  |
| | ATS Racing Team | ATS-Ford        | 5    | -     |      | -  | -  | -  | -      | -  | -  | 3  | -  | -  |
| | Theodore Racing Hongkong | Theodore-Ford   | 1    | -     |      | -  | -  | -  | -      | -  | -  | 1  | -  | 4  |
| Razem | 9 | 7               | 114  | 159,5 | 1xMŚ | 5  | 8  | 4  | 38     | 5  | 3  | 53 | 2  | 14 |
| Sezon | Zespół | Konstruktor     | Zgł. | PKT   | P.   | P1 | P2 | P3 | Punkt. | PP | NO | NS | DK | NZ |
| \| Legenda \| Legenda \| \| ------------------------------------------ \| ------------------------------------------------------------------------------------------------------------------------------------------------------------------------------------------------------------------------------------------------------------------------------------------------------------------------------------------------------------------------------------------------------------------------------ \| \| Zgł. PKT P. P1 P2 P3 Punkt. PP NO NS DK NZ \| Liczba zgłoszeń do wyścigów Liczba zdobytych punktów Pozycja zajęta w klasyfikacji generalnej Liczba zwycięstw Liczba drugich miejsc Liczba trzecich miejsc Wyścigi, w których kierowca punktował Liczba zdobytych pole position Liczba zdobytych najszybszych okrążeń Wyścigi, w których kierowca był niesklasyfikowany Wyścigi, w których kierowca był zdyskwalifikowany Wyścigi, do których kierowca się nie zakwalifikował \| | |                 |      |       |      |    |    |    |        |    |    |    |    |    |
| Legenda | |                 |      |       |      |    |    |    |        |    |    |    |    |    |
| Zgł. PKT P. P1 P2 P3 Punkt. PP NO NS DK NZ | Liczba zgłoszeń do wyścigów Liczba zdobytych punktów Pozycja zajęta w klasyfikacji generalnej Liczba zwycięstw Liczba drugich miejsc Liczba trzecich miejsc Wyścigi, w których kierowca punktował Liczba zdobytych pole position Liczba zdobytych najszybszych okrążeń Wyścigi, w których kierowca był niesklasyfikowany Wyścigi, w których kierowca był zdyskwalifikowany Wyścigi, do których kierowca się nie zakwalifikował |                 |      |       |      |    |    |    |        |    |    |    |    |    |